# Град греха: Убиства вредна
Град греха: Убиства вредна (енгл. Sin City: A Dame to Kill For) амерички је криминалистички трилер, наставак филма Град греха из 2005. Режију потписују Роберт Родригез и Френк Милер, аутор стрипа по коме је филм снимљен.

## Улоге
| Глумац             | Улога         |
| ------------------ | ------------- |
| Џесика Алба        | Ненси Калахан |
| Пауерс Бут         | Сенатор Рорк  |
| Џош Бролин         | Двајт Макарти |
| Џејми Чанг         | Михо          |
| Џад Чиколела       | Либовиц       |
| Мартон Чокаш       | Дејмијан Лорд |
| Росарио Досон      | Гејл          |
| Џулија Гарнер      | Марси         |
| Џозеф Гордон-Левит | Џони          |
| Мики Рорк          | Марв          |
| Ева Грен           | Ава Лорд      |
| Денис Хејзберт     | Манут         |
| Стејси Кич         | Воленквист    |
| Џејми Кинг         | Голди и Венди |
| Лејди Гага         | Берта         |
| Реј Лиота          | Џои           |
| Алекса Вега        | Гилда         |
| Кристофер Лојд     | Џулијан       |
| Кристофер Мелони   | Морт          |
| Кристал Макахил    |               |
| Џереми Пивен       | Боб           |
| Џуно Темпл         | Сали          |
| Брус Вилис         | Џон Хартиган  |